# René de Marmande
René de Marmande, pseudonimo di Marie Constant Emmanuel de Rorthay de Saint Hilaire (Vannes, 1º gennaio 1875 – Eure-et-Loir, 22 ottobre 1949), è stato un giornalista e anarchico francese.

## Biografia
Marie Constant Emmanuel de Rorthay de Saint Hilaire, noto con lo pseudonimo di René de Marmande, nacque a Vannes il 1º gennaio 1875. La sua famiglia apparteneva alla piccola nobiltà della Vandea, mentre suo padre era prefetto del Morbihan.
Marmande partecipò ai movimenti sindacalisti libertari e rivoluzionari nel periodo precedente allo scoppio del primo conflitto mondiale. Nello stesso periodo contribuì ai giornali Temps Nouveaux di Jean Grave, Guerre sociale di Gustave Hervé e al bollettino dell'Association internationale antimilitariste. Nel 1906 fu nominato tesoriere della Liberté d'opinion, un'associazione nata per garantire assistenza ai prigionieri politici.
Nell'agosto 1907, Marmande, Amédée Dunois, Benoît Broutchoux, Henri Beylie e Pierre Monatte furono tra i delegati francesi al Congresso anarchico internazionale di Amsterdam, dove Marmande fu relatore di una discussione su "l'antimilitarismo come tattica dell'anarchismo". Nel corso dell'evento firmò una proposizione secondo cui il sindacalismo e gli interessi materiali del proletariato erano la base principale dell'attività rivoluzionaria, e un'altra secondo cui il sindacalismo rivoluzionario e lo sciopero generale erano solo mezzi e non potevano in alcun modo sostituire la rivoluzione sociale, e che il regime capitalistico poteva essere abolito solo attraverso un'insurrezione e l'espropriazione, e la battaglia diretta contro tutte le forze autoritarie. René de Marmande partecipò anche al congresso dell'AIA mentre era ad Amsterdam, dove connobbe Emma Goldman.
Nell'ottobre del 1907 Marmande co-fondò un gruppo anarchico con sede nell'ufficio del Temps Nouveaux, insieme a Jean Grave, Marc Pierrot, Charles Benoît e l'olandese Christiaan Cornelissen. Nel maggio 1908 partecipò alla creazione della Fédération anarchiste, che rappresentava la corrente pro-sindacalista in opposizione a quella di Marceau Rimbault. Dopo che gli scioperi di Draveil furono soppressi nel luglio 1908, Marmande contribuì a creare il Comité de Défense Sociale per sostenere gli accusati.
Nell'aprile del 1909 Marmande iniziò a lavorare per il quotidiano La Guerre Sociale e divenne inoltre membro del gruppo anarchico di Parigi-Ternes. Quel mese lui, Miguel Almereyda e Georges Durupt fondarono la Fédération Révolutionnaire nel tentativo di riunire i vari gruppi anarchici. Il primo congresso si tenne nell'aprile 1909 nei locali della Confédération générale du travail. Nel giugno dello stesso anno la sua casa di Parigi fu perquisita nell'ambito di un'indagine su un'ondata di sabotaggi alle linee telegrafiche e telefoniche.
Marmande fu uno degli organizzatori di una protesta contro la visita dello zar Nicola II a Parigi nel luglio 1909. Nell'ottobre dello stesso anno fu coinvolto nelle proteste per l'esecuzione di Francisco Ferrer Guardia in Spagna. Nel 1912 Marmande fu uno dei leader della campagna per la liberazione di Emile Rousset, nonché segretario del comitato. Fu anche uno dei firmatari del manifesto A bas Biribi, che denunciava le prigioni militari algerine e chiedeva giustizia per Rousset. I firmatari furono perseguitati per incitamento all'odio e alla disobbedienza, ma furono assolti al processo del 4-5 luglio 1910.
René de Marmande fu inserito nell'elenco degli attivisti antimilitari della polizia. Durante la prima guerra mondiale fu mobilitato nel marzo 1916 nel 13º reggimento di artiglieria, ma fu congedato per miopia. Tornò all'attivismo nel maggio 1917, fondando la rivista settimanale pacifista Les Nations. Dopo la guerra si unì per un breve periodo al Partito Comunista Francese, e successivamente alla Ligue des Droits de l'Homme.
Marmande contribuì a vari giornali di inspirazione riformista, tra cui L'Atelier e Le Peuple et Syndicats di René Belin . Durante la Seconda guerra mondiale, sotto l'occupazione tedesca contribuì a L'Atelier, dove pubblicò le sue memorie. Negli ultimi anni della sua vità scrisse per la stampa collaborazionista.
Morì il 22 ottobre 1949 a Eure-et-Loir.